# Oscaecilia ochrocephala
La cecilia de cabeza amarilla (Oscaecilia ochrocephala) es un anfibio gimnofión de la familia Caeciliidae. 
Habita en la región de Urabá y en áreas aledañas del oriente de Panamá, en la Isla de Saboga (Archipiélago de las Perlas) y en el departamento de Antioquia (Colombia); quizá los especímenes colombianos no estén bien identificados y pertenezcan a otra especie.
Su hábitat son las tierras bajas tropicales, en bosques y plantaciones.
Antaño se consideraba esta especie como parte del género Caecilia; en 1968, Thomas Taylor estableció el género Oscaecilia, y la adscribió a él.